# Arp 273
Arp 273 (APG 273) è una coppia di galassie interagenti situata in direzione della costellazione di Andromeda alla distanza di 345 milioni di anni luce dalla Terra.
È catalogata nell'Atlas of Peculiar Galaxies redatto dal Halton Arp nel 1966.
La coppia è formata dall'interazione della galassia spirale UGC 1810 che appare vista di faccia (face-on) e dalla cinque volte più piccola galassia spirale UGC 1813 che appare invece quasi di profilo (edge-on). Quest'ultima mostra i segni distintivi di attiva formazione stellare nel nucleo galattico e si ipotizza che abbia già attraversato in passato la galassia più grande. Nell'estremità di uno dei bracci di spirale di UGC 1810 si intravede una terza piccola galassia.
Il 28 gennaio 1962 nella galassia UGC 1810 è stata individuata una supernova di tipo II catalogata come SN 1962R.
Arp 273 fa parte dell'ammasso di galassie Abell 347, a sua volta componente del Superammasso di Perseo-Pesci (SCl 40).